# Магистр
Маги́стр (от лат. magister «наставник, учитель») — академическая степень, квалификация (в некоторых странах — учёная степень), приобретаемая магистрантом после окончания магистратуры.
Магистрату́ра (в некоторых странах называется мастерат) — ступень высшего профессионального образования, следующая после бакалавриата, позволяющая углубить специализацию по определённому профессиональному направлению, а в некоторых случаях — сменить её.

## История
В средневековых университетах существовали следующие академические степени: бакалавр, магистр, доктор философии, но в некоторых странах существовали другие академические степени: бакалавр, лиценциат, доктор философии. В 1240 году магистры получили право избирать ректора.
В Средние века учёная степень магистра — Magister artium liberalium (сокращ. M. A. L.) носил учитель так называемых свободных наук. Впоследствии оно было присвоено учёной степени на философском факультете, к XIX веку вытесненной степенью доктора философии. В XIX—XX веках учёная степень магистра, низшая по отношению к докторской, сохранялась в Англии и России.
В Российской империи степень магистра различных наук существовала на всех факультетах, кроме медицинского. Степени магистра фармации и магистра ветеринарных наук являлись высшими в своей области. Степень магистра получало лицо, которое по окончании университетского курса выдерживало особое устное испытание в известной отрасли наук и публично защищало одобренную факультетом диссертацию. В особо уважительных случаях факультет мог допустить к испытанию на степень магистра и лицо, представившее докторский диплом иностранного университета. Лицо, выдержавшее магистерский экзамен, но не защитившее ещё диссертации, называлось магистрантом. При особенно выдающихся достоинствах магистерской диссертации факультет мог ходатайствовать о возведении магистранта прямо в степень доктора. Имевшие степень магистра могли просить о причислении в потомственное почётное гражданство; при поступлении на гражданскую службу они имели право на чин IX класса. Магистры могли быть назначаемы экстраординарными профессорами университетов. Магистрам были предоставлены такие же академические знаки отличия, как и докторам, только не золотые, а серебряные. Православные духовные академии могли удостаивать степени магистра богословия.

## Степень магистра в Российской империи
Магистр — учёная степень, введённая в Российской империи во второй половине XVIII века. Степень магистра занимала среднее положение между учёной степенью кандидата и степенью доктора в триаде учёных степеней «кандидат — магистр — доктор».
Магистерская учёная степень и связанные с нею права были отменены декретом СНК РСФСР от 1 октября 1918. Система учёных степеней была восстановлена только в 1934 году — понятие «магистр», при этом, уже не фигурировало (и во времена СССР не использовалось), однако введённая степень кандидата наук по рангу соответствовала дореволюционной магистерской.

## Степень магистра в современной России
В 1990-е годы термин «магистр» вернулся как квалификация выпускников образовательных учреждений высшего профессионального образования. В марте 1992 года вышло постановление Министерства науки, высшей школы и технической политики РФ о подготовке бакалавров и магистров. В августе 1993 года порядок функционирования магистратуры был конкретизирован постановлением Госкомитета РФ по высшему образованию; по сравнению с традиционной для СССР подготовкой дипломированных специалистов, обучение удлинилось на один семестр. Первые выпуски магистров состоялись в некоторых вузах в июне 1994 года, а примерно с 1996 года магистерские программы стали получать в России широкое распространение.

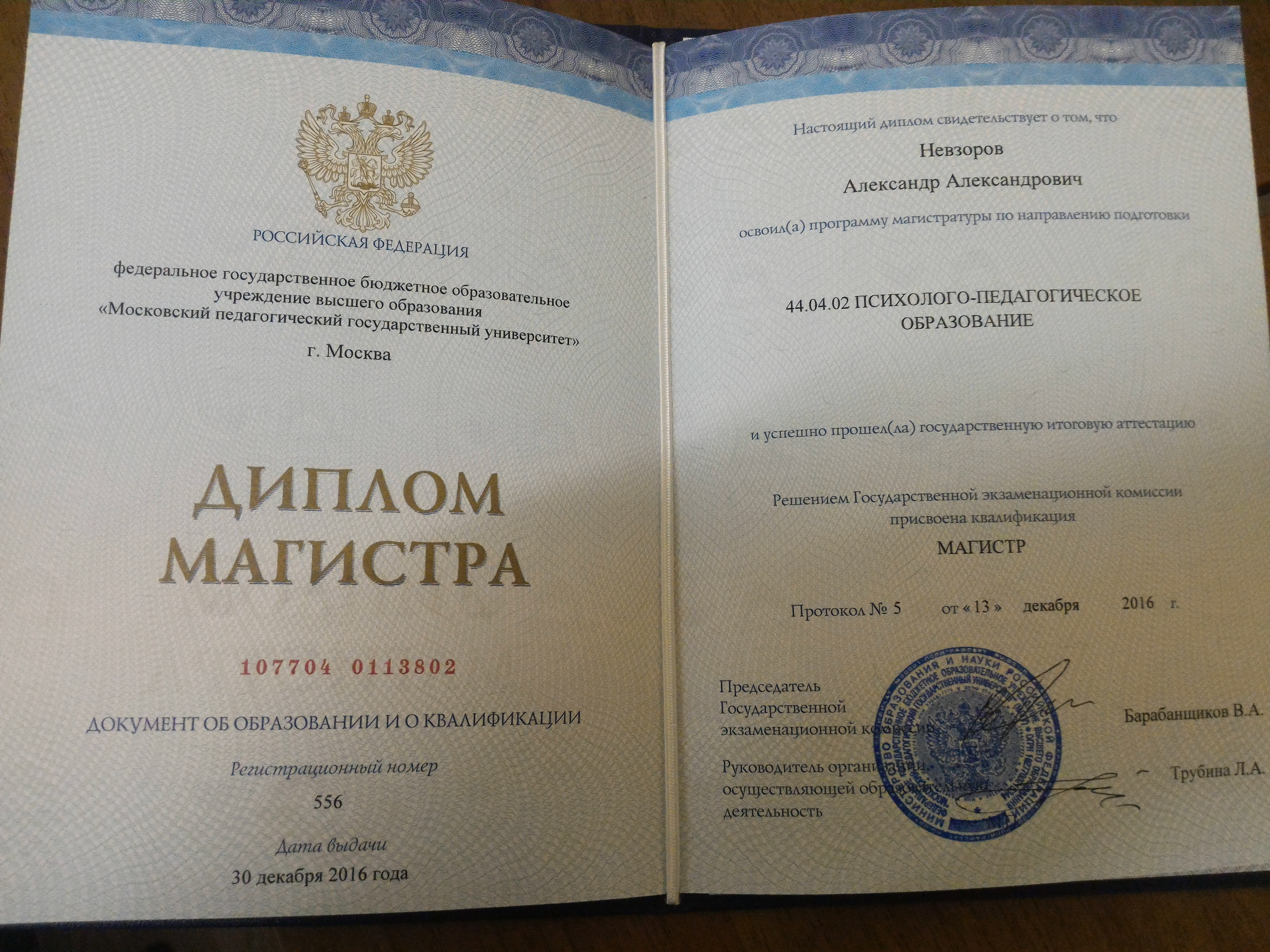
Диплом магистра в современной России

Нормативный срок программы подготовки магистра (при очной форме обучения) — 2 года. Квалификация присваивается по результатам защиты магистерской диссертации на заседании Государственной аттестационной комиссии и даёт право поступления в аспирантуру.
После 31 декабря 2010 года квалификации (степени) бакалавра и магистра стали основными для выпускников российских вузов (см. также Болонский процесс).
В связи с вхождением России в Болонский процесс предполагалось, что квалификация специалист постепенно прекратит существование, останутся академические степени: бакалавр, магистр и доктор. Но несовпадение западных традиций с российскими, а также потребности экономики РФ в квалифицированных специалистах потребовали корректировок: выпуск специалистов в вузах был сокращён, но не остановлен.
Ситуация усугубилась с 2022 года из-за политической конфронтации России со странами Запада на фоне военной спецоперации на Украине. Весной 2024 года было объявлено о планах реформы системы уровней образования в России с 2025 г.; окончанию магистратуры будет приблизительно соответствовать «специализированное высшее образование». Переходный период составит несколько лет.

## Степень магистра в зарубежных странах
Существуют разные степени магистра (англ. Master's degree ) в Западной Европе и США, например:
- Master of Arts, M.A. (Магистр искусств/гуманитарных наук) присуждается в гуманитарных областях знания
- Master of Science, M.Sc. (Магистр наук[англ.]) присуждается в точных и естественных науках
- Master of Business Administration, MBA (Магистр делового администрирования)
- Legum Magister (Master of Laws), LL.M (Магистр права)
- Master of Public Administration, MPA (Магистр государственного управления[англ.])
- Master of Economics, MEc (Магистр экономики[англ.])
- Master of Engineering, M.Eng. (Магистр инженерного дела[англ.])
- Master of Divinity, M.Div. (Магистр богословия)
- Master of Theology, M.Th. (Магистр теологии)
- Master of Computer Science (Магистр компьютерных наук)
- Master of Theological Studies, M.T.S.
- Master of Social Work (Магистр социальной работы[англ.])
- Master of Philosophy (Магистр философии[англ.])
- Master of Letters (Магистр литературы)

В Северной Америке и Европейском союзе большинство выпускников высших учебных заведений после бакалавриата не продолжают обучение в магистратуре, потому что бакалавриат является подтверждением полноценного высшего образования. Продолжают обучение в магистратуре чаще студенты, которые планируют заниматься научными исследованиями или педагогической деятельностью в ВУЗе.
В Северной Америке обучение на магистра как правило длится дольше, чем в Европе (два года против одного), так как требует, помимо финальной работы, прохождения необходимого количества курсов, и, соответственно, получения необходимого количества зачётов (кре́дитов).
Некоторые страны предоставляют возможность бесплатного получения второго высшего образования, даже для иностранных студентов. Например, в Чехии можно бесплатно проходить обучение одновременно на двух специальностях.
Отличия степеней M.A.Sc. и M.Eng.
Обе степени присваиваются инженерными факультетами университетов и в целом эквивалентны. Обучение на M.A.Sc. тем не менее требует более академического фокуса и защиты полноценной магистерской диссертации (graduate thesis) в прикладной области, что делает эту степень близкой к M.Sc. Обучение на M.Eng. имеет в большей степени практический, экспериментальный фокус. Диссертация в этом случае может быть заменена на проект.